# Харебава, Спиридон Филиппович
Спиридон Филиппович Харебава (1893 год, Сенакский уезд, Кутаисская губерния, Российская империя — неизвестно, Грузинская ССР) — председатель колхоза имени Сталина Абашского района, Грузинская ССР. Герой Социалистического Труда (1948).

## Биография
Родился в 1893 году в крестьянской семье в одном из сельских населённых пунктов Сенакского уезда. В послевоенные годы избран председателем колхоза имени Сталина Абашского района.
В 1947 году колхоз сдал государству в среднем с каждого гектара по 70,9 кукурузы с площади 18 гектаров. Указом Президиума Верховного Совета СССР от 21 февраля 1948 года удостоен звания Героя Социалистического Труда за «получение высоких урожаев кукурузы и пшеницы в 1947 году» с вручением ордена Ленина и золотой медали «Серп и Молот» (№ 779).
Этим же Указом званием Героя Социалистического Труда были награждены труженики колхоза имени Сталина Абашского района бригадиры Элпита Алексеевна Арвеладзе, Митрофан Симонович Дзидзигури, звеньевые Иосиф Дианозович Гвалия и Галактион Акакиевич Кучухидзе.
С 1972 года — персональный пенсионер союзного значения. Дата его смерти не установлена.